# Barrage d'accession au championnat de France de rugby à XV
Le barrage d'accession au championnat de France de rugby à XV est un match de barrage disputé entre un club du championnat de France de 1re division et un autre du championnat de France de 2e division. Le vainqueur de ce match évolue alors la saison suivante en 1re division.
Pour la saison 2000-2001, le resserrement de l’élite de 21 à 16 clubs prévoit cinq descentes directes en Pro D2 et un match de barrage sur terrain neutre entre les deux 8e de poule est organisé pour déterminer la sixième et dernière descente en Pro D2.
Pour la saison 2004-2005, un barrage est exceptionnellement organisé entre le 13e du Top 16 et le vainqueur des barrages de Pro D2 sur terrain neutre.
La formule est réinstaurée par la Ligue nationale de rugby de manière périodique depuis la saison 2017-2018, opposant le perdant de la finale de Pro D2 au 13e de Top 14. Le match est alors désigné en tant que Top 14 access match (terme anglais traduisible par match d'accession au Top 14).
Ce match se joue sur le terrain du club de Pro D2.

## Historique

### 2001: barrage de maintien entre clubs d'Élite 1
À l'issue de la saison 2000-2001, le resserrement de l’élite de 21 à 16 clubs est fatal à plusieurs équipes qui sont reléguées en Pro D2 : Brive, Auch, Aurillac, Mont-de-Marsan, Périgueux.
Le club de la Section paloise classé 8e de la poule de dix affronte le FC Grenoble classé 8e de la poule de onze dans un match de barrage pour le maintien en première division.
La Section paloise s'impose 33 à 21 après prolongation au Stade de la Méditerranée à Béziers et conserve sa place dans l'élite, le FC Grenoble est relégué en Pro D2,.

### 2005: premier barrage entre Pro D2 et Top 16
Alors que l'élite du championnat de France doit être réduite au terme de sa saison 2004-2005, d'un nombre de seize à quatorze équipes, trois équipes sont reléguées en Pro D2 de par leur classement. Par ailleurs, un match de barrage est organisé entre le 13e du Top 16 et le vainqueur des phases de barrages de Pro D2. Ainsi, cette rencontre oppose respectivement la Section paloise au Stade aurillacois au Stade Ernest-Wallon à Toulouse.
Les Palois l'emportent sur le score de 46 à 13 et conservent leur place dans l'élite, le Stade aurillacois reste en Pro D2.

### 2018: retour du barrage entre Pro D2 et Top 14
Depuis la saison 2017-2018, le Top 14 adopte un nouveau format d'accession et de relégation.
Auparavant les relégués en Pro D2 étaient les deux derniers du Top 14.
En Pro D2, une phase régulière en aller-retour déterminait le champion qui était directement promu en Top 14, puis une phase de barrage entre les clubs classés entre la 2e et la 5e place était jouée pour déterminer alors le vice-champion qui était également promu en élite.
Depuis 2018, seul le dernier club du Top 14 est relégué tandis que le gagnant de la finale de Pro D2 monte dans l’élite.
Le perdant de cette finale rencontre le treizième du Top 14 pour un barrage d’accession désigné en tant qu'access match. Ce match se joue sur le terrain du club de Pro D2.

## Éditions

### Édition 2018
Le FC Grenoble, club de Pro D2, est promu en Top 14 pour la saison 2018-2019 grâce à sa victoire 47 à 22 sur US Oyonnax.
| samedi 12 mai 2018 14 h 45 | FC Grenoble | 47-22 (28-10) | US Oyonnax | Stade des Alpes, Grenoble 18 500 spectateurs Arbitre : Laurent Cardona Diffuseur : Canal+ |
| samedi 12 mai 2018 14 h 45 | Essai(s) : 7 Visinia (8e, 68e), Mélé (11e), Oz (33e), Taumalolo (38e), Guillemin (65e), Mas (77e) Transformation(s) : 6 Mélé (8e, 11e, 33e, 38e), Pourteau (68e), Francis (77e) | Rapport       | Essai(s) : 3 Ikpefan (22e, 51e), Müller (80e) Transformation(s) : 2 Botica (22e, 51e) Pénalité(s) : 1 Botica (15e) | Stade des Alpes, Grenoble 18 500 spectateurs Arbitre : Laurent Cardona Diffuseur : Canal+ |
| samedi 12 mai 2018 14 h 45 | | Rapport       | | Stade des Alpes, Grenoble 18 500 spectateurs Arbitre : Laurent Cardona Diffuseur : Canal+ |

### Édition 2019
Le CA Brive, club de Pro D2, est promu en Top 14 grâce à sa victoire sur le 13e du Top 14, le FC Grenoble 28-22.
| dimanche 2 juin 2019 15 h 15 | CA Brive | 28-22 (14-12) | FC Grenoble | Stade Amédée-Domenech, Brive-la-Gaillarde 12 200 spectateurs Arbitre : Tual Trainini Diffuseur : Canal+ |
| dimanche 2 juin 2019 15 h 15 | Essai(s) : 3 : Romanet (35e), Marques (44e), Giorgadze (76e) Transformation(s) : 3 : Laranjeira (36e), Olding (45e, 77e) | Rapport       | Essai(s) : 1 : Guillemain (82e) Transformation(s) : 1 : Pourteau (83e) Pénalité(s) : 5 : Germain (4e, 15e, 28e, 32e, 65e) | Stade Amédée-Domenech, Brive-la-Gaillarde 12 200 spectateurs Arbitre : Tual Trainini Diffuseur : Canal+ |
| dimanche 2 juin 2019 15 h 15 | | Rapport       | | Stade Amédée-Domenech, Brive-la-Gaillarde 12 200 spectateurs Arbitre : Tual Trainini Diffuseur : Canal+ |

### Édition 2021
Le Biarritz olympique, club de Pro D2, remporte le barrage d'accession en battant l'Aviron bayonnais aux tirs au but.
| samedi 12 juin 2021 17 h 30 | Biarritz olympique                    | 6-6 (tab. 6-5) (3-0) (3-3) (6-3) | Aviron bayonnais                          | Parc des sports d'Aguiléra, Biarritz entre 5 000 et 8 000 spectateurs Arbitre : Alexandre Ruiz Diffuseur : Canal+ |
| samedi 12 juin 2021 17 h 30 | Pénalité(s) : Bosch (32e), Hart (83e) | Rapport                          | Pénalité(s) : Lafage (52e), Germain (94e) | Parc des sports d'Aguiléra, Biarritz entre 5 000 et 8 000 spectateurs Arbitre : Alexandre Ruiz Diffuseur : Canal+ |
| samedi 12 juin 2021 17 h 30 |                                       | Rapport                          |                                           | Parc des sports d'Aguiléra, Biarritz entre 5 000 et 8 000 spectateurs Arbitre : Alexandre Ruiz Diffuseur : Canal+ |

### Édition 2022
| 12 juin 2022 17 h 45 | Stade montois                                                                                          | 16-41 (16-16) | USA Perpignan | Stade André-et-Guy-Boniface, Mont-de-Marsan 8 000 spectateurs Arbitre : Thomas Charabas Diffuseur : Canal+ |
| 12 juin 2022 17 h 45 | Essai(s) : 1 Laousse Azpiazu (4e) Transformation(s) : 1 Coly (5e) Pénalité(s) : 3 Coly (11e, 31e, 42e) |               | Essai(s) : 4 Jaminet (18e), de la Fuente (56e), Dubois (68e), Tedder (75e) Transformation(s) : 3 Jaminet (19e, 57e, 69e) Pénalité(s) : 5 Jaminet (8e, 22e, 36e, 50e, 54e) | Stade André-et-Guy-Boniface, Mont-de-Marsan 8 000 spectateurs Arbitre : Thomas Charabas Diffuseur : Canal+ |
| 12 juin 2022 17 h 45 | |               | | Stade André-et-Guy-Boniface, Mont-de-Marsan 8 000 spectateurs Arbitre : Thomas Charabas Diffuseur : Canal+ |

### Édition 2023
| 3 juin 2023 21 h 5 | FC Grenoble | 19-33 (16-11) | USA Perpignan | Stade des Alpes, Grenoble 19 662 spectateurs Arbitre : Adrien Descottes Diffuseur : Canal+ |
| 3 juin 2023 21 h 5 | Essai(s) : 1 Romain Barthélémy (36e) Transformation(s) : 1 Romain Trouilloud (38e) Pénalité(s) : 3 Romain Trouilloud (20e, 34e, 60e) Drop(s) : 1 Romain Trouilloud (25e) Carton(s) jaune(s) : 1 Antonin Berruyer (23e) |               | Essai(s) : 4 Posolo Tuilagi (6e), Seilala Lam (51e), Lucas Dubois (57e), Jake McIntyre (65e) Transformation(s) : 2 Tristan Tedder (53e, 66e) Pénalité(s) : 3 Tristan Tedder (22e, 31e, 78e) Carton(s) jaune(s) : 1 Jake McIntyre (36e) | Stade des Alpes, Grenoble 19 662 spectateurs Arbitre : Adrien Descottes Diffuseur : Canal+ |
| 3 juin 2023 21 h 5 | |               | | Stade des Alpes, Grenoble 19 662 spectateurs Arbitre : Adrien Descottes Diffuseur : Canal+ |

### Édition 2024
| 16 juin 2024 18 h | FC Grenoble | 18-20 (18-14) | Montpellier HR | Stade des Alpes, Grenoble 19 714 spectateurs Arbitre : Tual Trainini Diffuseur : Canal+ |
| 16 juin 2024 18 h | Essai(s) : 2 Barnabé Massa (29e), Terrence Hepetema (39e) Transformation(s) : 1 Sam Davies (29e) Pénalité(s) : 2 Sam Davies (10e, 19e) |               | Essai(s) : 2 Ben Lam (6e), Gabriel N'Gandebe (13e) Transformation(s) : 2 Louis Carbonel (6e, 13e) Pénalité(s) : 2 Louis Carbonel (63e, 77e) | Stade des Alpes, Grenoble 19 714 spectateurs Arbitre : Tual Trainini Diffuseur : Canal+ |
| 16 juin 2024 18 h | |               | | Stade des Alpes, Grenoble 19 714 spectateurs Arbitre : Tual Trainini Diffuseur : Canal+ |

### Édition 2025
| 14 juin 2025 18 h | FC Grenoble | 11-13 (8-7) | USA Perpignan | Stade des Alpes, Grenoble 19 695 spectateurs Arbitre : Thomas Charabas Diffuseur : Canal+ |
| 14 juin 2025 18 h |             |             |               | Stade des Alpes, Grenoble 19 695 spectateurs Arbitre : Thomas Charabas Diffuseur : Canal+ |
| 14 juin 2025 18 h |             |             |               | Stade des Alpes, Grenoble 19 695 spectateurs Arbitre : Thomas Charabas Diffuseur : Canal+ |

## Vainqueurs par édition
| Édition                              | Vainqueur                            | Division                             | Score                                | Maintenu ou relégué en Pro D2        | Lieu du match                               | Affluence                            |                                      |
| Barrage entre clubs d'Élite 1 (2001) | Barrage entre clubs d'Élite 1 (2001) | Barrage entre clubs d'Élite 1 (2001) | Barrage entre clubs d'Élite 1 (2001) | Barrage entre clubs d'Élite 1 (2001) | Barrage entre clubs d'Élite 1 (2001)        | Barrage entre clubs d'Élite 1 (2001) | Barrage entre clubs d'Élite 1 (2001) |
| ------------------------------------ | ------------------------------------ | ------------------------------------ | ------------------------------------ | ------------------------------------ | ------------------------------------------- | ------------------------------------ | ------------------------------------ |
| 2001                                 | Section paloise                      | -                                    | 33 - 21 ap                           | FC Grenoble                          | Stade de la Méditerranée, Béziers           | 12 000                               |                                      |
| Barrage Top 16-Pro D2 (2005)         |                                      |                                      |                                      |                                      |                                             |                                      |                                      |
| 2005                                 | Section paloise                      | Top 16                               | 46 - 13                              | Stade aurillacois                    | Stade Ernest-Wallon, Toulouse               | 5 029                                |                                      |
| Barrage Top 14-Pro D2 (depuis 2018)  |                                      |                                      |                                      |                                      |                                             |                                      |                                      |
| 2018                                 | FC Grenoble                          | Pro D2                               | 47 - 22                              | US Oyonnax                           | Stade des Alpes, Grenoble                   | 18 500                               |                                      |
| 2019                                 | CA Brive                             | Pro D2                               | 28 - 22                              | FC Grenoble                          | Stade Amédée-Domenech, Brive-la-Gaillarde   | 12 200                               |                                      |
| 2021                                 | Biarritz olympique                   | Pro D2                               | 6 - 6 (tab. 6-5)                     | Aviron bayonnais                     | Parc des sports d'Aguiléra, Biarritz        | 8 000                                |                                      |
| 2022                                 | USA Perpignan                        | Top 14                               | 41 - 16                              | Stade montois                        | Stade André-et-Guy-Boniface, Mont-de-Marsan | 8 000                                |                                      |
| 2023                                 | USA Perpignan                        | Top 14                               | 33 - 19                              | FC Grenoble                          | Stade des Alpes, Grenoble                   | 19 662                               |                                      |
| 2024                                 | Montpellier HR                       | Top 14                               | 20 - 18                              | FC Grenoble                          | Stade des Alpes, Grenoble                   | 19 714                               |                                      |
| 2025                                 | USA Perpignan                        | Top 14                               | 13 - 11                              | FC Grenoble                          | Stade des Alpes, Grenoble                   | 19 695                               |                                      |